# Passaporto russo
Il Passaporto della Federazione Russa (Заграни́чный па́спорт in russo) è un documento di riconoscimento rilasciato dalla Russia a cittadini russi esclusivamente dal Ministero degli affari interni come prova della loro cittadinanza russa.

## Paesi per i quali non è necessario il visto

### Europa
| - Bielorussia - Bosnia ed Erzegovina - Moldavia - Serbia |

### Africa
| - Botswana - Gambia - Marocco - Namibia - eSwatini - Sudafrica - Tunisia |

### Asia
| - Emirati Arabi Uniti - Armenia - Azerbaigian (visto elettronico) - Georgia - Cambogia (visto all'arrivo) - Kazakistan - Iran (visto all'arrivo) - India (visto elettronico) - Israele - Giordania (visto all'arrivo) - Kirghizistan | - Mongolia - Nepal (visto all'arrivo) - Filippine - Qatar - Tagikistan (visto all'arrivo) - Thailandia - Turchia - Turkmenistan - Uzbekistan (visto all’arrivo) - Vietnam |

### Americhe
| - Argentina - Aruba - Bahamas - Barbados - Belize - Bolivia - Brasile - Cile - Colombia - Costa Rica - Dominica - Rep. Dominicana - Ecuador - El Salvador - Grenada - Guatemala - Guyana | - Haiti - Honduras - Giamaica - Saint Lucia - Messico - Antigua e Barbuda - Nicaragua - Panama - Paraguay - Perù - Saint Kitts e Nevis - Trinidad e Tobago - Uruguay - Venezuela - Saint Vincent e Grenadine |